# Conny Kniep
Conny Kniep (* in Halle (Saale) als Constance Horn) ist eine deutsche Redakteurin, Autorin und Fernsehmoderatorin.
Nach Studium der Theater-, Kommunikations- und Medienwissenschaften war sie im Hörfunk als Moderatorin, freie Redakteurin und Nachrichtensprecherin bei Radio Leipzig und dem Mitteldeutschen Rundfunk tätig.
In den Jahren 1999 bis 2008 arbeitete Conny Kniep für verschiedene TV-Sender der ARD:
- 1999 bis 2002: Philipps Tierstunde, Livesendung beim KIKA und dem Südwestrundfunk (SWR)
- 2002 bis 2007: Oli’s Wilde Welt, Livesendung beim KIKA und dem SWR
- Service Aktuell bei EinsPlus
- Yo!Yo!Kids, Livesendung beim SWR

Heute ist Kniep, gemeinsam mit Norbert Woeller, Geschäftsführerin der TV-Produktionsfirma Film Company in Baden-Baden.